# Gürtel

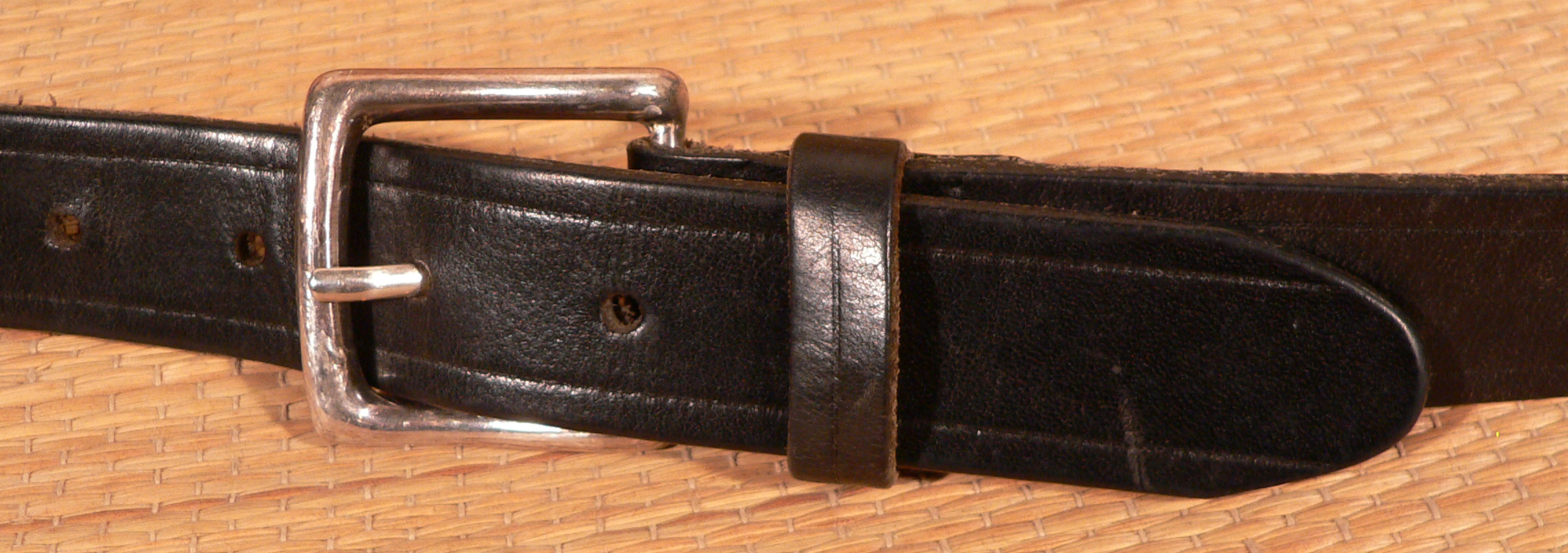
Ledergürtel mit Dornschnalle

Geflochtene Gürtel ohne Schnallen aus San Cristobal de las Casas, Südmexiko

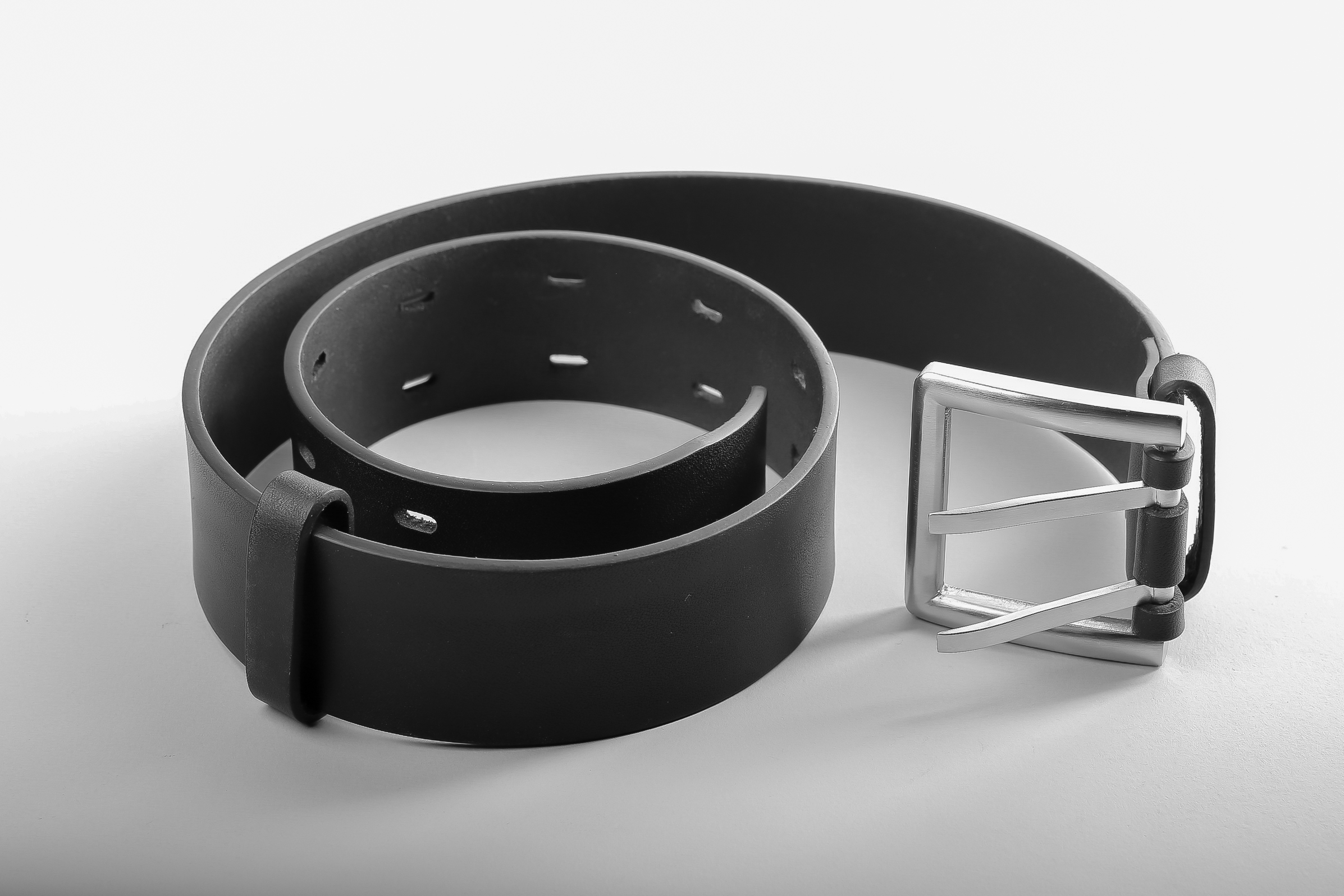

Ein Gürtel (schweiz. ‚Gurt‘, als Uniformteil auch (das) ‚Koppel‘) ist ein um die Körpermitte getragenes Band oder Geflecht. Er kann dem Zusammenhalt und besseren Sitz der Kleidung, reinen Schmuck-Zwecken oder der Befestigung von Gegenständen dienen. In manchen Fällen dienen Gürtel Schutzzwecken oder sollen nur die Taille einengen.

## Geschichte

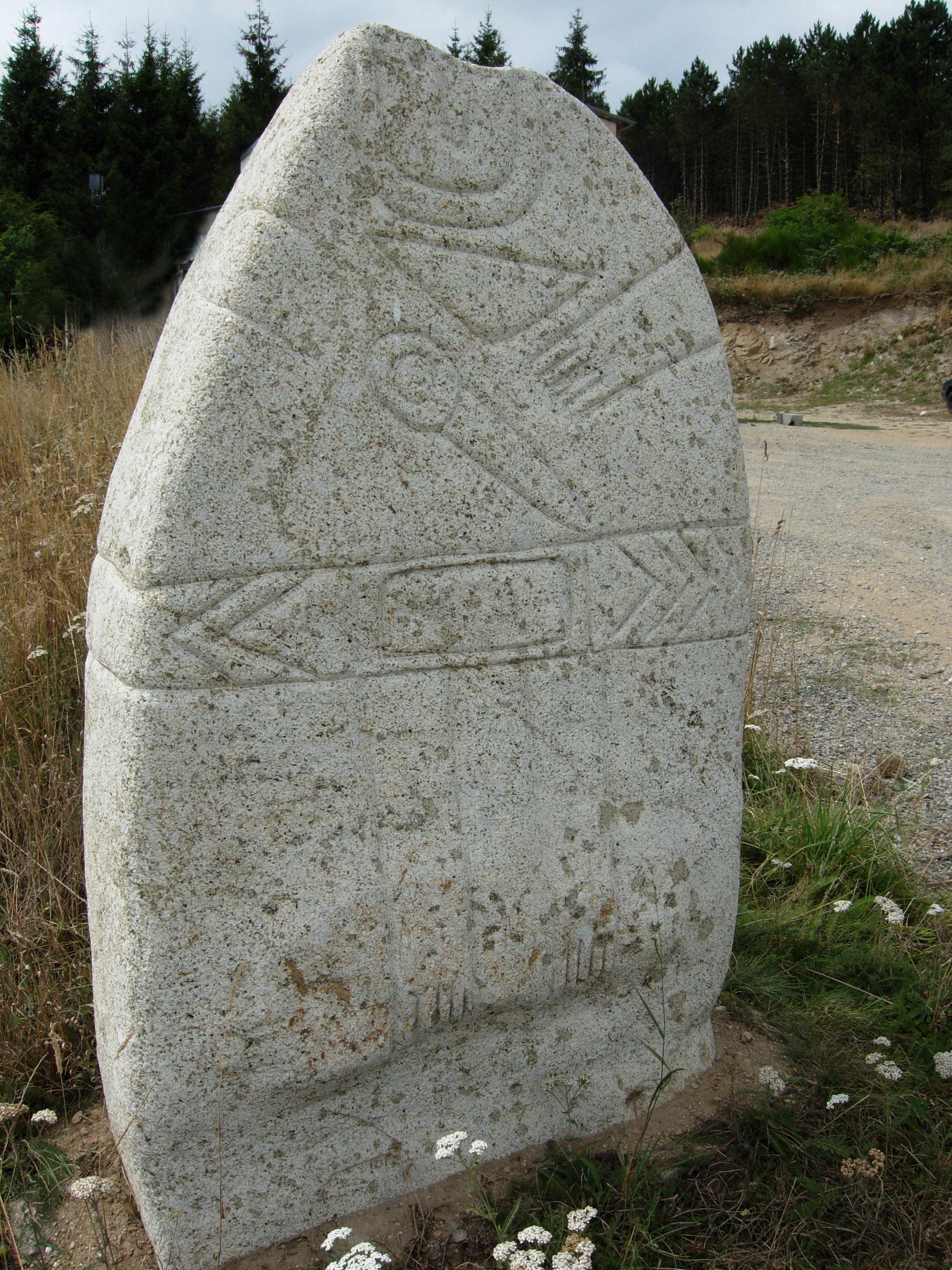
Statuenmenhir mit geflochtenem Gürtel

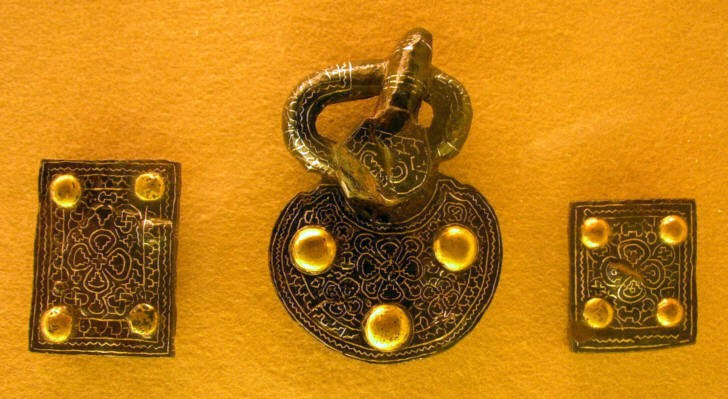
Tauschierte eiserne Gürtelbeschläge aus dem 7. Jahrhundert

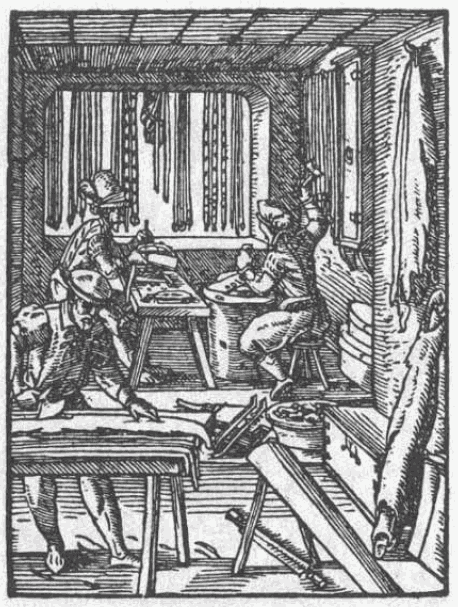
Beim Gürtler

Viele Statuenmenhire (Steinskulpturen) der ausgehenden Jungsteinzeit bilden Gürtel ab. In bronzezeitlichen Gräbern wurden mehrere Gürtel aus Metallgliedern und Kettenschnüren gefunden (siehe u. a. Schatz von Blanot). Der Verschluss bronze- und eisenzeitlicher Gürtel besteht aus einem Gürtelhaken. Die Gürtelschnalle ist eine Neuerung aus römischer Zeit.
Im Mittelalter war der Gürtel ein Symbol für Kraft, Herrschaft und eheliche Treue. Die Hose des Mannes und der Rock der Frau wurden von einem Gürtel gehalten. Bei Adligen diente der Gürtel auch als Wehrgehänge zur Aufnahme des Schwerts. Die Prunkgürtel der Männer und Frauen waren aus Leder, Brokat, Samt, Seide und anderen kostbaren Stoffen und mit Goldschmuck, Edelsteinen, Glasflüssen oder Stickereien geziert. Im 12. Jahrhundert waren die Gürtel so lang, dass sie zweimal um den Leib gewickelt wurden. Vom 13. bis 15. Jahrhundert wurde von Männern wie Frauen am Gürtel die Almosentasche, im 15. Jahrhundert Glöckchen und bis zum Anfang des 17. Jahrhunderts an einer separaten Schnur oder Gürtelkette Beutel, Zahnstocher, Schere, Essutensilien und Messer getragen.
Vom 9. bis ins 13. Jahrhundert waren Gürtel in Europa teilweise Bestandteil von Kleiderordnungen zur Kennzeichnung und Ausgrenzung. Juden trugen in Persien einen gelben und Christen einen blauen Gürtel.
In der zweiten Hälfte des 16. Jahrhunderts wurde der so ausgestattete Gürtel meistens unter dem obersten Rock getragen. Im 17. und 18. Jahrhundert verlor er an Bedeutung, da er die Kleidung nicht mehr zusammenhalten musste. Stattdessen waren Schärpen für Männer und Frauen in Mode. Etwa 1835 legten Damen den Gürtel ganz ab, um ihn erst vor 1900 wieder in die Garderobe aufzunehmen. Um 1890 wurde der Gürtel für Männer als Ersatz für die Hosenträger in den USA populär.

## Gürtelarten

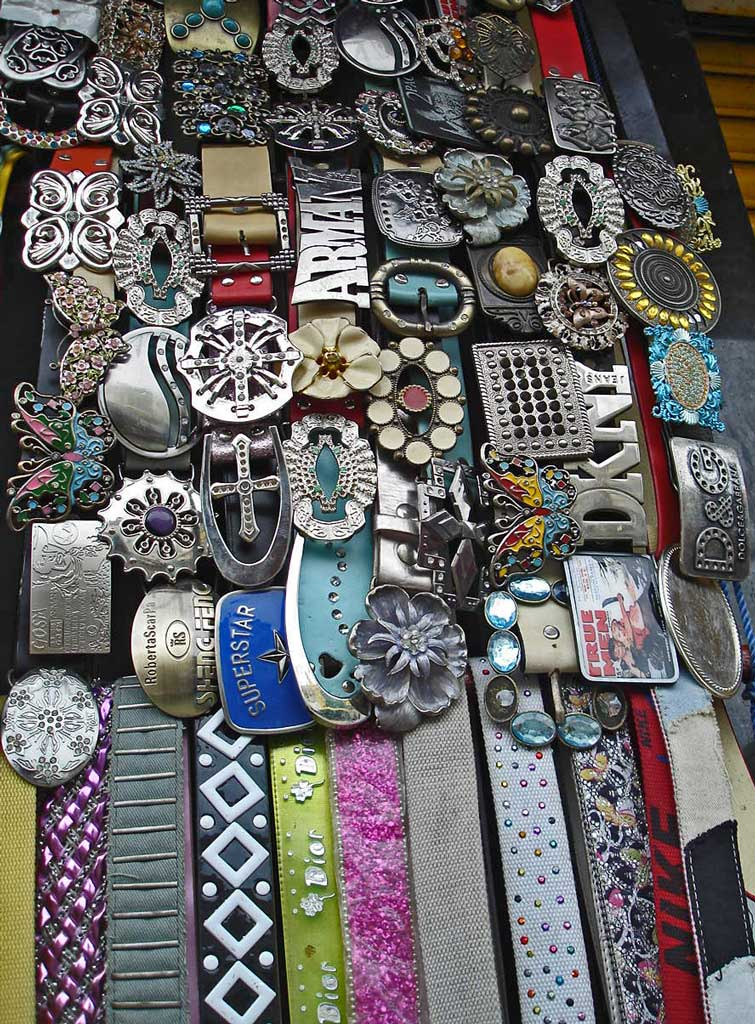
Gürtel in Mumbai

Heute werden Gürtel nicht nur aus dekorativen, sondern oft auch aus praktischen Gründen verwendet, so zum Halt der Beinkleider wie Hose und Rock. Fast jedes Beinkleid hat Gürtelschlaufen, um Gürtel einzuführen. Während bei Männerkleidung Gürtel ausschließlich vom Träger gesehen nach links eingeschlauft werden, ist bei Frauenkleidung auch die andere Richtung verbreitet. Breite Gürtel sind oft bogenförmig geschnitten, um eine bessere Anpassung an die Körperform zu erreichen.

### Verschlüsse

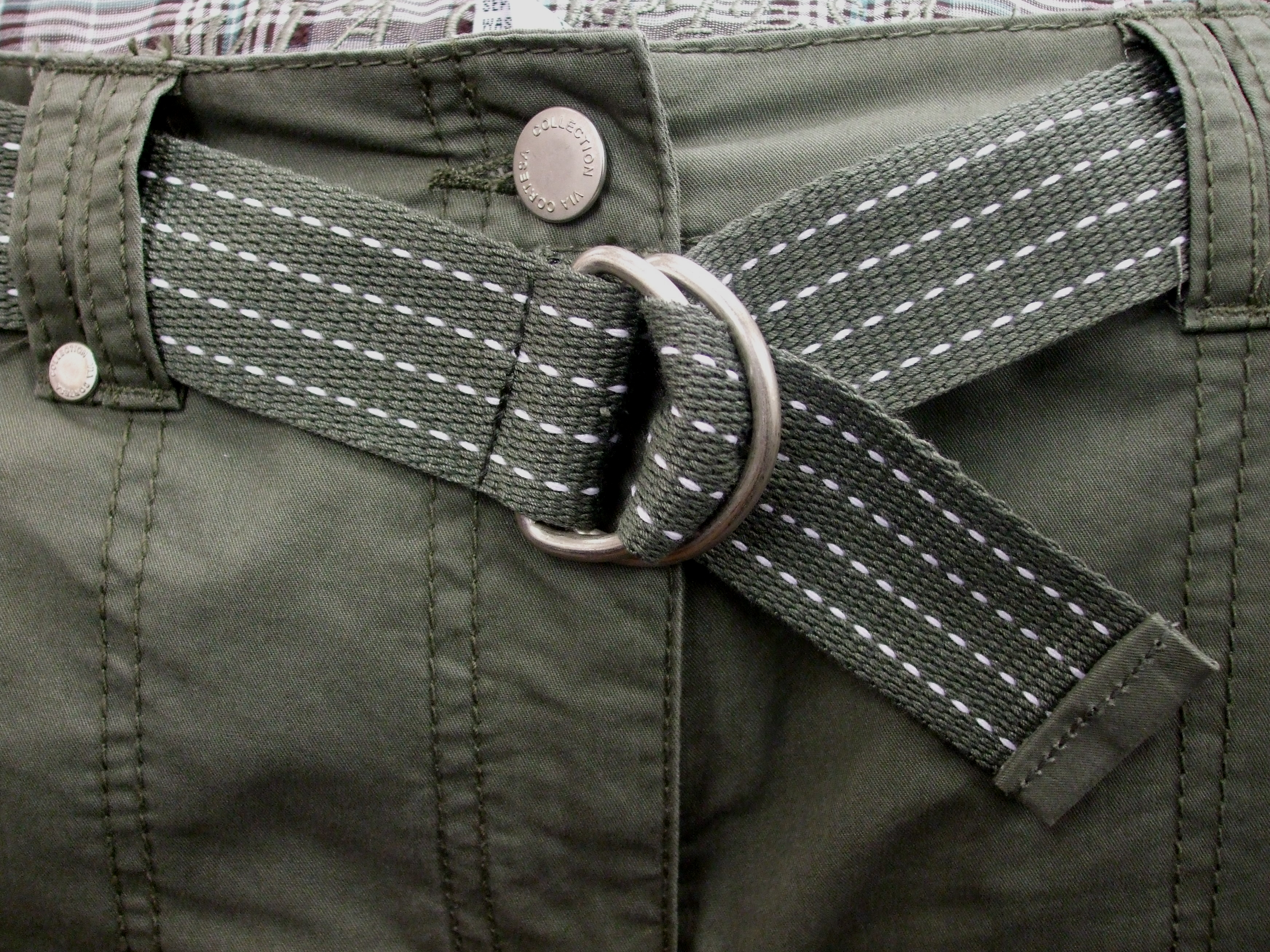
Doppelte D-Ringe

Zum Verschluss von Gürteln dienen Schnallen, Koppelschlösser, Haken und D-Ringe; die verbreitetste Schnallenform ist die Dornschließe (siehe obige Abbildung) mit einem oder zwei, aber seltener auch drei oder vier beweglichen Dornen. Statt beweglicher Dorne können auch Zapfen am vorderen Teil des Schnallenbügels fest angebracht sein, um beim Schließen des Gürtels in die Riemenlöcher einzugreifen. Gürtel ohne spezielles Schließteil können, falls sie aus geeignetem Material bestehen, durch Knoten geschlossen werden (sog. „Bindegürtel“).

### Größenangaben
Bei den Größenangaben wird üblicherweise das Bundmaß in Zentimetern angegeben. Es entspricht der Länge des Gürtels von der Spitze des Dorns bis zum mittleren Loch. Bei Gürteln ohne Dorn wird vom Inneren der Schließe bis zum mittleren Loch gemessen. Neben dem Bundmaß als standardisierte Einheit wird bei einigen Herstellern auch die Gesamtlänge des Gürtels angegeben. Das Bundmaß kann in diesem Fall nach der Faustformel Gürtellänge abzüglich 15 cm ermittelt werden.

### Verschiedene Gürtel
- Einsatzgürtel (zum Teil auch als Leibriemen bezeichnet) werden auch verwendet, um Gegenstände daran zu befestigen (entweder direkt am Gürtel oder in einem am Gürtel befindlichen Holster platziert):
  - Vollzugs- und Sicherheitskräfte zum Beispiel Dienstwaffe, Mobiltelefone, Taschenlampen, Schlüsselbund.
  - Soldaten im Dienst- und Gefechtsanzug zum Beispiel Dienstwaffe, Magazintaschen, ABC-Schutzmaske und Klappspaten (siehe Munitionsgürtel oder Koppel). Als Schließe des Koppels wird meist ein Koppelschloss verwendet.
  - Feuerwehrhaltegurte (früher Hakengurte) mit Ringöse und Karabinerhaken bei der Feuerwehr; dabei soll der Gürtel nicht nur die Ausrüstung tragen, sondern dient beim Klettern – etwa auf Leitern – auch zum Anseilen
- Gefangenentransportgürtel oder Gefangenentransportgurt: Riemen aus Leder oder Kunststoff, an denen Handschellen befestigt sind und die einem Gefangenen um die Hüfte gelegt werden. Je nach Ausführung werden die gefesselten Hände vor dem Körper, seitlich an den Hüften oder seltener am Rücken fixiert und so die Bewegungsfreiheit der Arme eingeschränkt. Gefangenentransportgurte werden als Alternative zu einer Bauchkette eingesetzt.[3]
- Kampfgürtel. In manchen Kampfsportarten zeigen (Textil-)Gürtel den Fortschrittsgrad eines Kämpfers an. Beim Boxen wird um einen „WM-Titel-Gürtel“ gekämpft.
- Leibgurt oder Geldkatze ist eine altertümliche Bezeichnung für einen Gürtel, der auch als kleine Tasche dient. Im Mittelalter diente ein Leibgurt häufig als Aufbewahrungsort für Geldmünzen, die in eingenähten Taschen auf der Gürtelinnenseite verstaut wurden.
- Modegürtel als ästhetische Schmuckbeigabe auf Schuhen, Taschen, Hüten, die keine bindende Funktion besitzen.
- Nietengürtel sind in der Rock-, Punk- und Techno-Szene verbreitet; sie haben eine unterschiedliche Anzahl an Nieten. Es gibt auch Nietengürtel mit Lochnieten, wobei mit „Lochnieten“ Ösen aus Metall gemeint sind. Die Herkunft dieser Gürtel beschränkt sich auf den indisch-afrikanischen Bereich, wo die Funktion darin bestand, sich von anderen Stämmen oder Bevölkerungsgruppen abzugrenzen.
- Bruchengürtel, auch Bruochengürtel oder -gurt, ein im Mittelalter gebräuchlicher Gürtel aus Gewebe oder Leder zum Tragen von Beinlingen[4]; in neuerer Zeit als Strapsgürtel wiederentdeckt
- Schutzgürtel sollen bei manchen Sportarten (Gewichtheben, Kraftdreikampf) die Muskulatur schützen.
  - Nierengürtel dient neben dem Unterkühlungschutz von Motorradfahrern auch zu Schutzzwecken.
- Gürteltaschen sind Taschen, die als Gürtel um Taille oder Hüfte getragen werden. Im Gegensatz zum Holster sind Tasche und Gürtel hier eine Einheit.

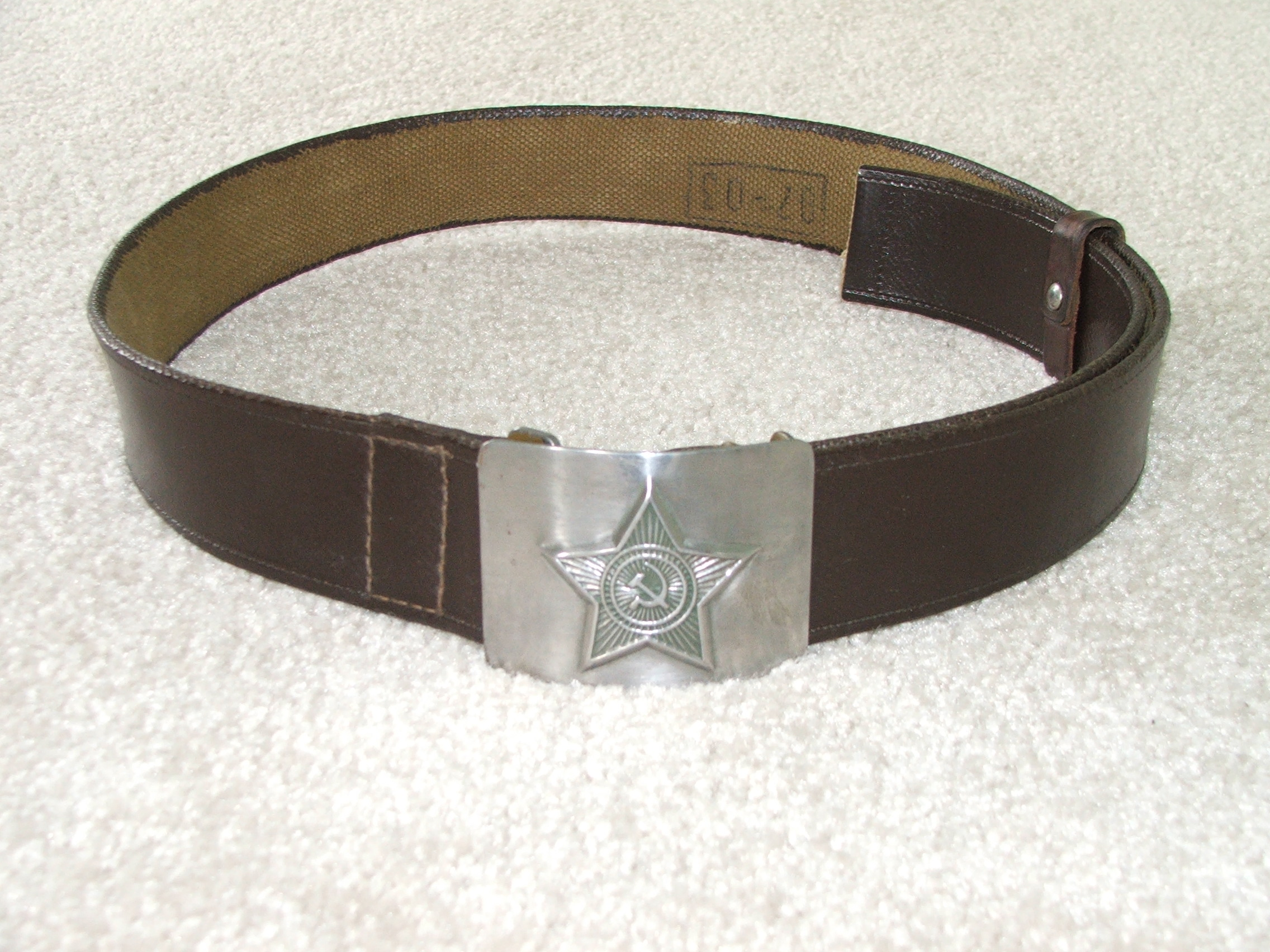
Sowjetischer Armeegürtel
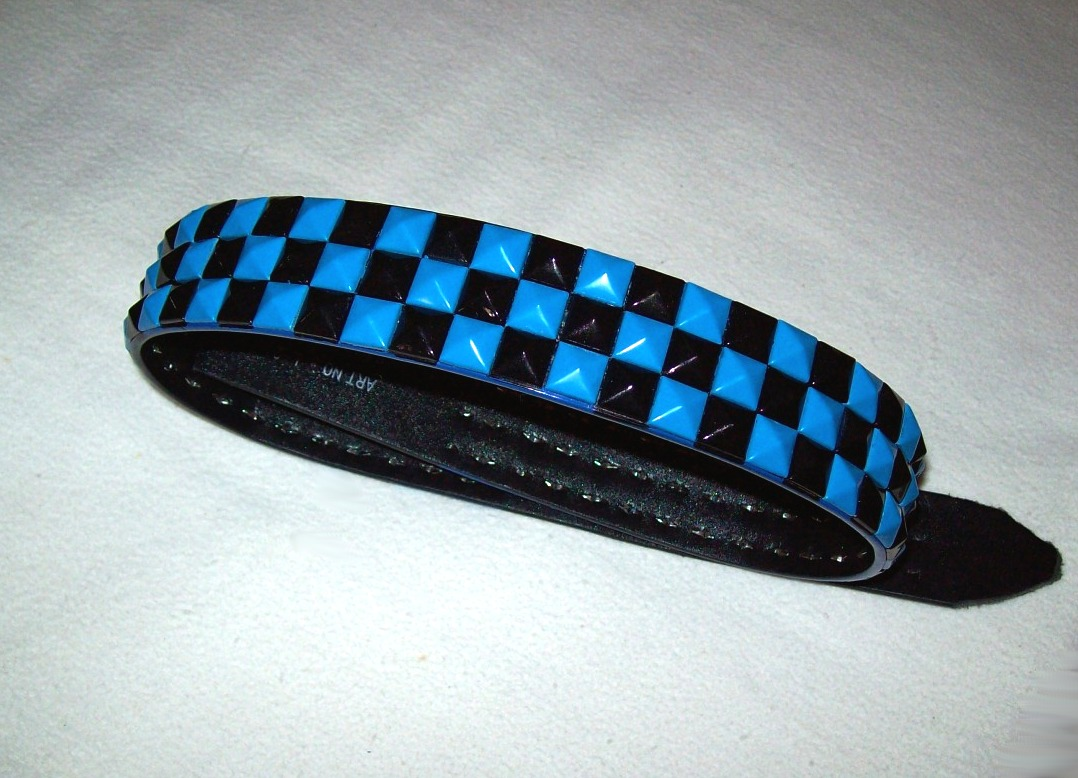
Ein Nietengürtel
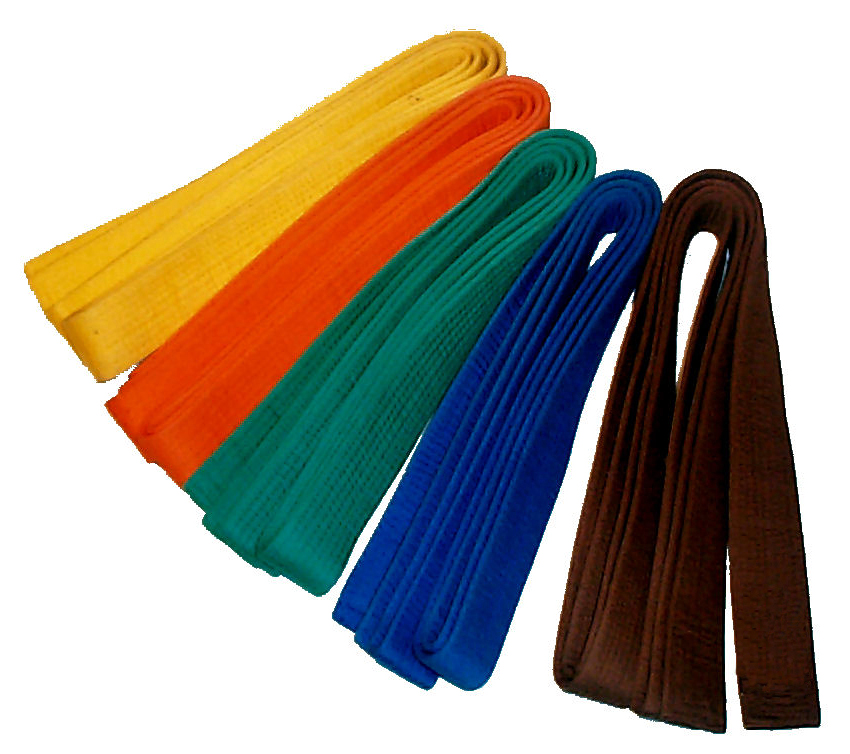
Obi-Gürtel beim Judo und Karate
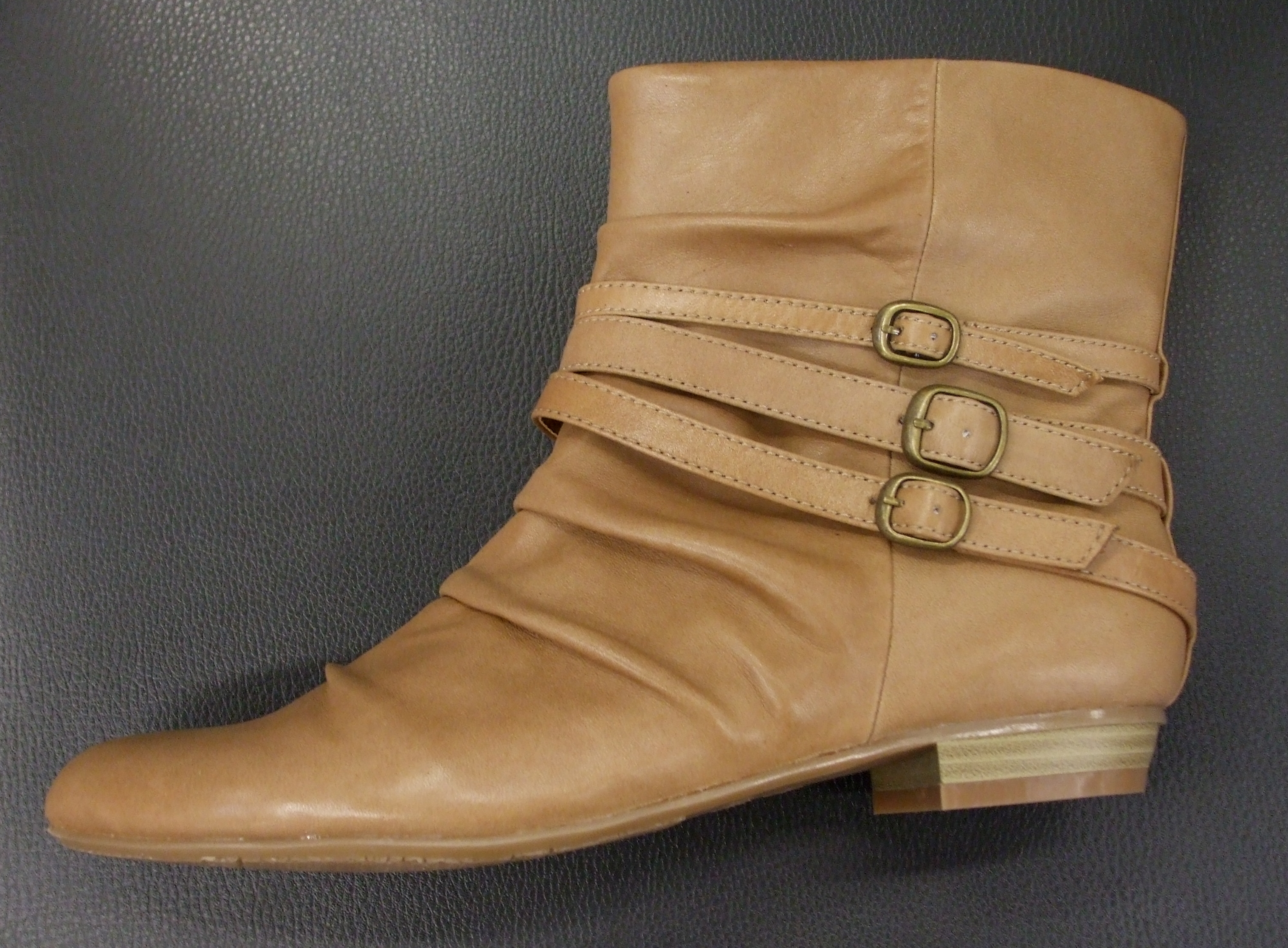
Modeschmuckgürtel auf Schuhen
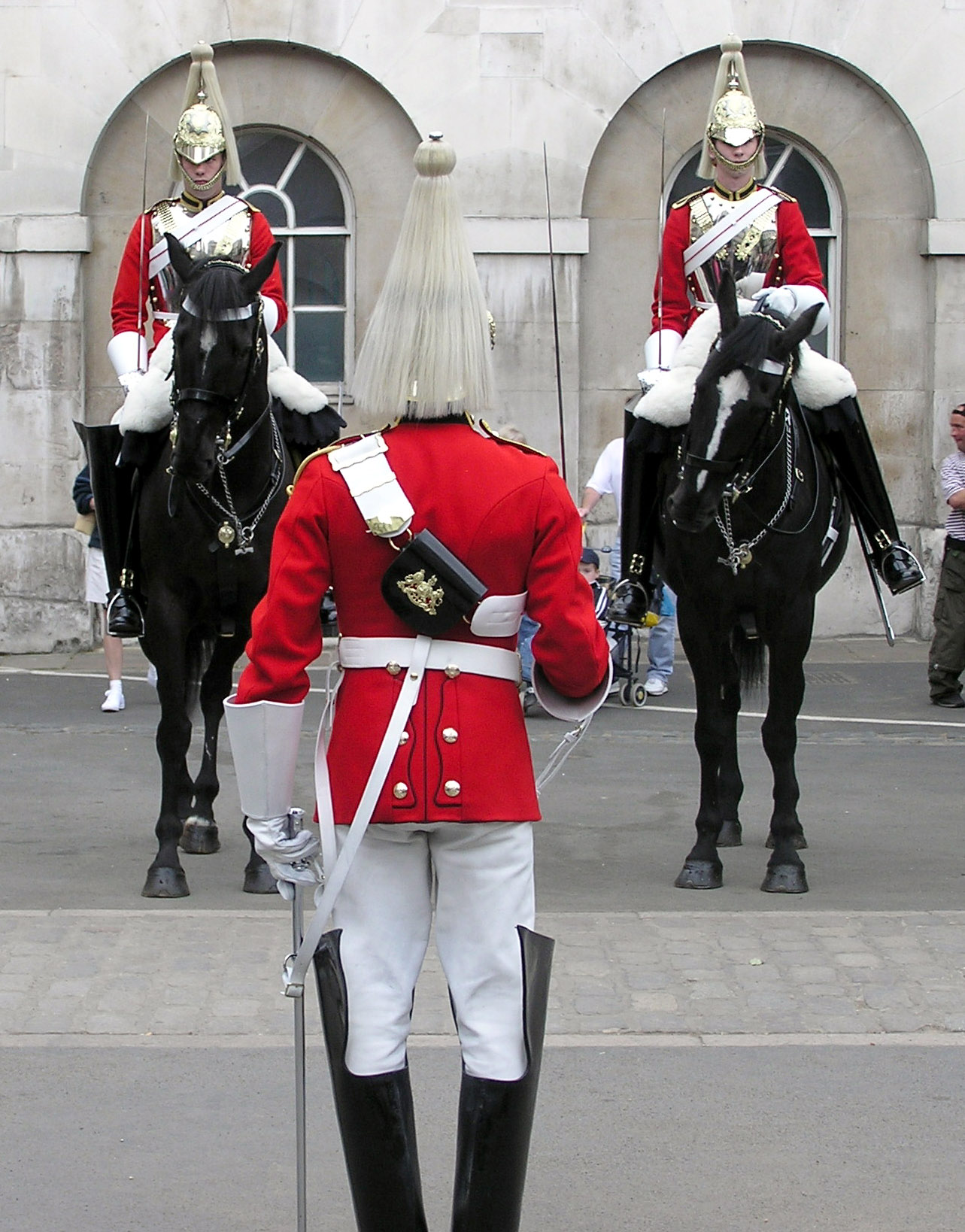
Militärische Gürtel
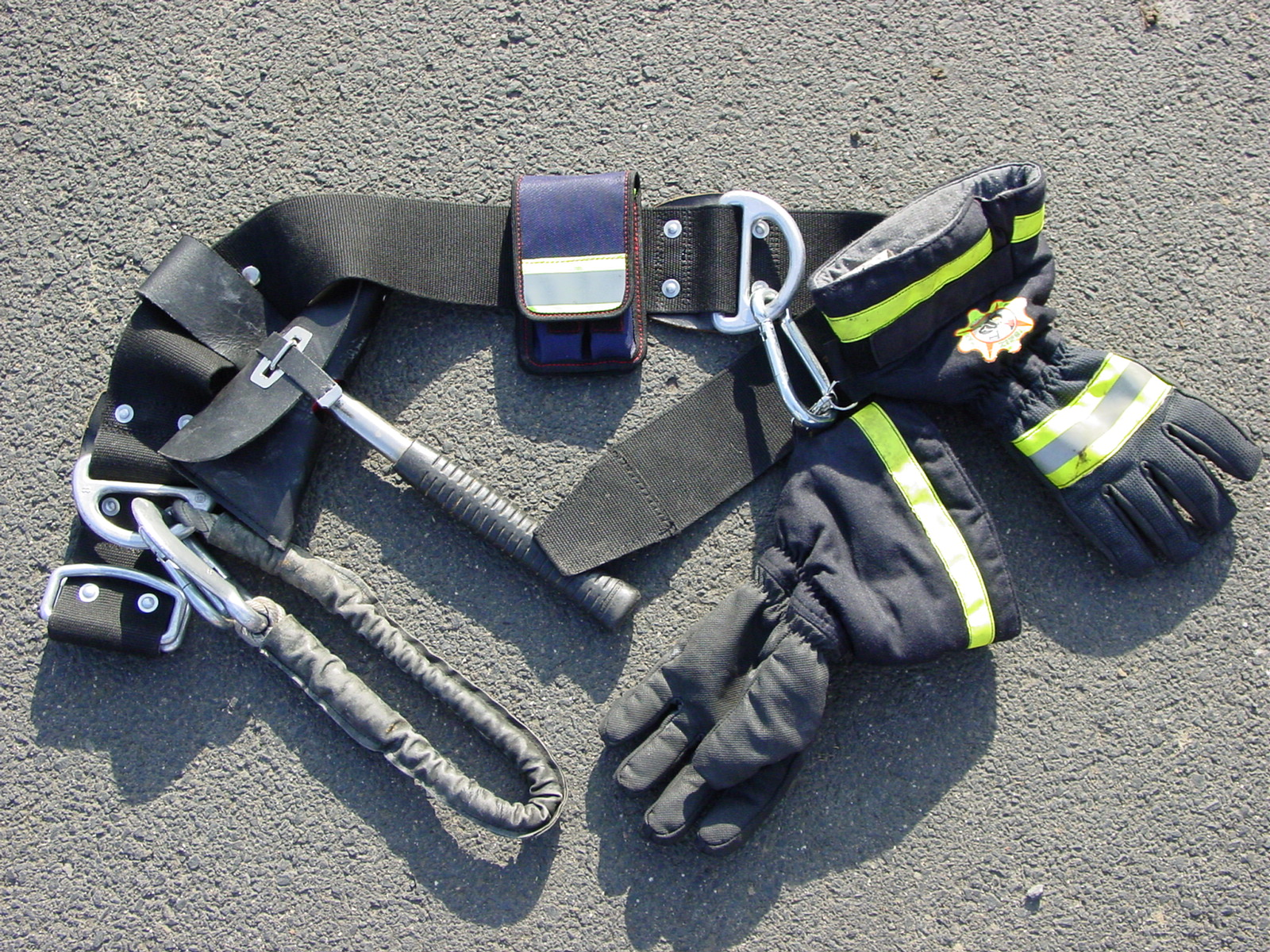
Feuerwehrhaltegurt
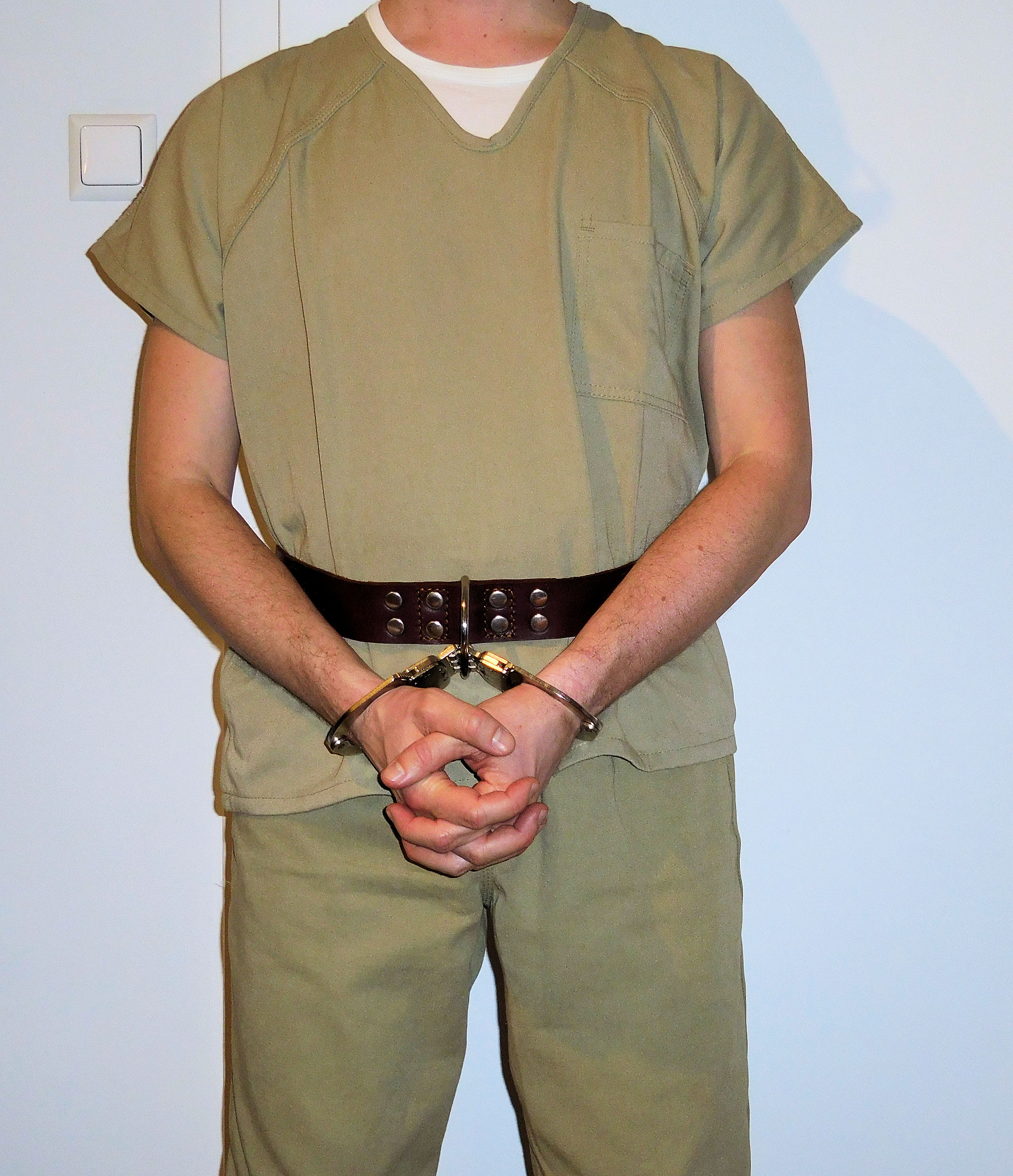
Gefangener mit Handschellen an einem Transportgurt

## Entstehung der Gürtelschlaufen
Die Entstehung der Gürtelschlaufen ist historisch nicht genau belegt, dürfte jedoch mit der Weiterentwicklung der Nähmaschinen in der zweiten Hälfte des 19. Jahrhunderts zusammenfallen: Erst damit wurden die notwendigen dichten und belastbaren Nähte möglich, denn für Dezenz und leichtes Einschlaufen sollen die Schlaufen möglichst schmal sein.
Auch die in Wildwestfilmen gerne gezeigten auffälligen Hosengürtel der Cowboys sind tatsächlich eine Mode des 20. Jahrhunderts; die Firma Levi’s brachte Gürtelschlaufen erst ab den 1930er-Jahren an. Auf zeitgenössischen Fotografien aus Europa tauchen Hosengürtel erst ab dem Jahr 1910 verstärkt auf.

## Gürtel in der Mythologie
- Megingiard ist in der nordischen Mythologie der Gürtel des Gottes Thor. Er verlieh ihm  unerschöpfliche Kraft.
- In vielen Kulturen war ein Gürtel auch ein Zeichen der Jungfräulichkeit. Nach der antiken Mythologie verlieh der Gürtel der Venus ihren Liebreiz.
- Brünhild war im Nibelungenlied kraft- und wehrlos, nachdem Siegfried ihr den Gürtel geraubt hatte.[5]
- Da die Männer den Gürtel um die Lenden trugen, heißt noch jetzt „die Lenden gürten“ so viel wie sich zur Reise anschicken.
- In der Mythologie Irans ist der Gürtel Symbol für den Dienst beim König.[6]

## Siehe auch

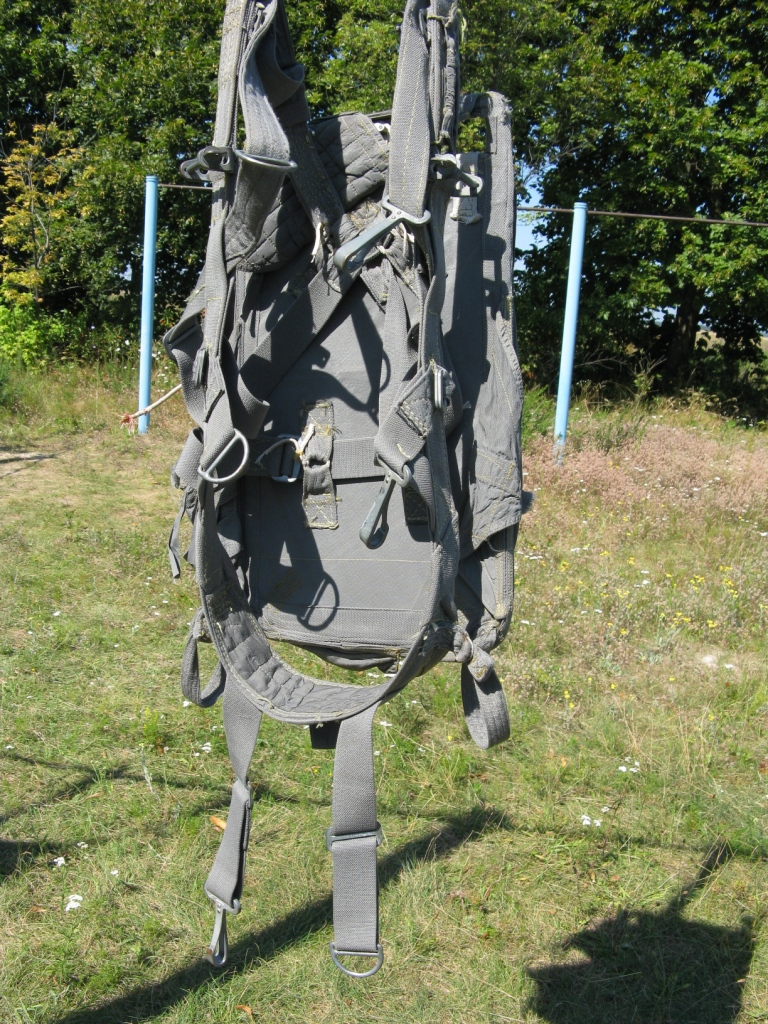
Fallschirmgurte